# Двоїстий однорідний многогранник
Двоїстий однорідний многогранник — многогранник, двоїстий до однорідного многогранника. Якщо однорідний многогранник є вершинно-транзитивним, двоїстий однорідний многогранник є гране-транзитивним.

## Перелік
Гране-транзитивні многогранники включають 9 правильних многогранників, двох скінченних множин, що містять 66 неправильних многогранників, і двох нескінченних множин:
- 5 правильних опуклих платонових тіл, які двоїсті одне одному (правильний тетраедр двоїстий сам собі).
- 4 правильних зіркових тіла Кеплера — Пуансо, які двоїсті одне одному.
- 13 опуклих каталанових тіл, двоїстих однорідним опуклим архімедовим тілам.
- 53 зірчасті многогранники, які двоїсті однорідним зірчастим многогранникам.
- Нескінченний ряд біпірамід, двоїстих однорідним призмам, як опуклим, так і зірчастим.
- Нескінченний ряд трапецоедрів, двоїстих однорідним антипризмам, як опуклим, так і зірчастим.

Повний набір, а також інструкції щодо побудови моделей описав Веннінґер у книзі Двоїсті моделі (англ. Dual Models).

## Побудова Дормана Люка
Для однорідного многогранника кожну грань двоїстого многогранника можна отримати з відповідної вершинної фігури початкового многогранника за допомогою побудови Дормана Люка.
Як приклад, на малюнку нижче показано, як вершинну фігуру (червона) кубооктаедра використовують для отримання відповідної грані (синя) ромбододекаедра.
Побудова Дормана Люка виконується так:
1. Позначте точки A, B, C, D кожного ребра, сполученого з вершиною V (у цьому випадку — середини), такі що VA = VB = VC = VD.
2. Накресліть вершину фігуру ABCD.
3. Накресліть коло, описане навколо ABCD.
4. Проведіть дотичну до описаного кола в кожному куті A, B, C, D.
5. Позначте точки E, F, G, H, де перетинаються по дві сусідні дотичні лінії.

Відрізки EF, FG, GH, HE вже намальовано, як частини дотичних. Многокутник EFGH є гранню двоїстого многогранника, що відповідає початковій вершині V.
У цьому прикладі розмір вершинної фігури вибрано так, щоб її описане коло лежало на напіввписаній сфері кубооктаедра, яка також стає напіввписаною сферою двоїстого ромбододекаедра. Побудову Дормана Люка можна використовувати лише тоді, коли многогранник має таку напіввписану сферу, тобто, вершинна фігура має описане коло. Наприклад, його можна застосувати до однорідних многогранників.